# Cantone di Octeville-sur-Mer
Il Cantone di Octeville-sur-Mer è una divisione amministrativa dell'Arrondissement di Le Havre.
È stato istituito a seguito della riforma dei cantoni del 2014, che è entrata in vigore con le elezioni dipartimentali del 2015.

## Composizione
Comprende i comuni di:
- Angerville-l'Orcher
- Anglesqueville-l'Esneval
- Beaurepaire
- Bénouville
- Bordeaux-Saint-Clair
- Cauville-sur-Mer
- Criquetot-l'Esneval
- Cuverville
- Épouville
- Étretat
- Fongueusemare
- Fontaine-la-Mallet
- Fontenay
- Gonneville-la-Mallet
- Hermeville
- Heuqueville
- Manéglise
- Mannevillette
- Notre-Dame-du-Bec
- Octeville-sur-Mer
- Pierrefiques
- La Poterie-Cap-d'Antifer
- Rolleville
- Saint-Jouin-Bruneval
- Saint-Martin-du-Bec
- Saint-Martin-du-Manoir
- Sainte-Marie-au-Bosc
- Le Tilleul
- Turretot
- Vergetot
- Villainville